# 那須アルパカ牧場
那須アルパカ牧場（なすアルパカぼくじょう、Nasu Alpaca Farm）は、栃木県那須郡那須町にある那須ビッグファームが運営するアルパカ専門の牧場である。2023年2月28日に、当年度をもって営業終了することが発表された。

## 概要
1999年に日本で初めてアルパカを導入した飼育施設である。開園にあたり、飛行機をチャーターしてチリから200頭のアルパカを空輸して運んだ。
最初の一年は環境の変化やアルパカに対する獣医医療の技術、情報、薬などが乏しかったが、病気の対応に工夫を重ねることで出産率も向上し、近年では400頭まで増加している。
2008年に株式会社クラレの企業CM「ミラバケッソ」シリーズにてアルパカの「はなこ」が『アルパカのクラレちゃん』役で出演し、日本におけるアルパカの認知度を高めることとなった。その後、ポストカードブック「アルパカLove」、写真集「もふもふはなこ”いろいろなアルパカを紹介するベーシックBook“スマイル☆アルパカ」が出版となる。
さらに翌年2009年の同CMにて『2代目アルパカのクラレちゃん』として「タラキー」が出演している。
アルパカのレンタル・販売も行っており、2019年1月現在で飼育頭数は約300頭。
2023年2月に、東日本大震災後の来場者数減少などから閉園を発表。飼育中のアルパカ177頭について、那須高原りんどう湖ファミリー牧場に半数を売却、残り半数の飼育を委託する形で契約を締結した。

## 歴代のアルパカのクラレちゃん
- 初代……幸子
- 2代目……タラキー（2009年に、みのもんたによって命名）
- 3代目……ミック
- 4代目……ハム
- 5代目……こつぶ
- 6代目……ミルキィ
- 7代目……カイカイ
- 8代目……ムーミン
- 9代目……ジャンプ
- 10代目……リッキー

## 施設情報
出典:
営業時間
- 10時00分 ～ 最終入場は平日15時30分、土日祝日16時00分
- 休園日：毎週火・水・木曜日（祝祭日の場合は営業）
- 年末年始：12月31日から1月2日は休園。

入場料金
- 大人　　800円
- 子供　　400円（5才以上）
- ※ 障がい者割引・他提携割引有

駐車場：無料
その他
- 雨の日は「ふれあい広場」をクリアゾーンで実施。
- 傘を無料貸し出し。

イベント料金
- ふれあい広場　　：500円/10分間（アルパカ達との触れ合い、えさやり体験、記念撮影）
- 餌やり体験　　　：200円/１カプセル（人の手から餌を貰います）

## 所在地
- 所在地：栃木県那須郡那須町大字大島1389-2

## アクセス
詳細は 公式サイトのアクセスマップ 参照。